# حقیقت تلخ است
حقیقت تلخ است (انگلیسی: Reality Bites) فیلمی در ژانر کمدی رمانتیک و درام به کارگردانی بن استیلر است که در سال ۱۹۹۴ منتشر شد.

## بازیگران
- وینونا رایدر
- ایثن هاک
- جنین گرافلو
- استیو زان
- بن استیلر
- سوزی کرتز
- جانی ماهونی
- اریک استوارت
- رنی زلوگر
- دیوید اسپید
- جو دان بیکر